# Calcone
Il calcone è un composto carbonilico α-β insaturo avente formula bruta C15H12O. È formato da due anelli benzenici uniti ad una molecola di propene ed avente un doppio legame con l'ossigeno.
Il calcone genera per reazione di sostituzione una famiglia di composti derivati, chiamati calconi.
I calconi sono pigmenti vegetali gialli, appartenenti alla classe dei flavonoidi, e dalla distribuzione limitata, presenti soprattutto nelle Asteraceae. Spesso si trovano in natura insieme ai propri isomeri (flavanoni). Sono rari appunto per la loro tendenza all'isomerizzazione. Dal punto di vista biogenetico derivano da tre unità di acetato ed una di acido cinnamico.
Reagisce con perossido di idrogeno, in presenza di un catalizzatore dando Epossicalcone

## Proprietà chimico-fisiche
A temperatura ambiente il calcone è un solido cristallino di colore giallo.
Inoltre il calcone ha una forma di risonanza che crea siti elettrofili:
Ciò significa che il calcone dà reazioni di addizione in 1,2 (dando un composto non carbonilico) e 1,4 (mantenendo il legame carbonilico). Può dare reazioni di addizioni di Michael.

## Sintesi
Il calcone può essere sintetizzato chimicamente mediante una condensazione aldolica tra acetofenone e benzaldeide.
- 1. Si genera la specie nucleofila mediante la deprotonazione dell'acetofenone

- 2. poi si inserisce l'aldeide, che viene attaccata dall'acetofenato. Avviene così la condensazione tra le due molecole

- 3. avviene poi la disidratazione con formazione del doppio legame.

Dal punto di vista biologico, il calcone viene prodotto dall'enzima calcone sintasi che agisce nelle piante, mentre il calcone isomerasi è responsabile della sua conversione in flavonoidi e derivati.